# Pozzuolo del Friuli
Pozzuòlo del Friùli (Puçui in friulano) è un comune italiano di 6 834 abitanti del Friuli-Venezia Giulia.
Posto a 10 km a sud di Udine, confina a nord-ovest con il comune di Basiliano, a nord con i comuni di Campoformido e Udine, ad est con il comune di Pavia di Udine, a sud con il comune di Mortegliano e ad ovest con il comune di Lestizza. Comprende le frazioni di Cargnacco, Carpeneto, Sammardenchia, Terenzano e Zugliano.

## Geografia fisica

### Morfologia
Il territorio comunale è situato nell'alta pianura friulana ed ha un'altitudine compresa tra gli 87 m ed i 50 m sul livello del mare. Presenta delle alture nella parte centrale che si elevano ad un'altezza da pochi metri ad una decina di metri rispetto alla pianura circostante. Tali rilievi, alla cui origine si attribuisce un significato tettonico, nel complesso formano un rialto simile ad un'onda in mezzo alla pianura, che si dirige da sud-est a nord-ovest da Pozzuolo per Carpeneto. Nella parte rimanente dell'area comunale la morfologia appare più dolce, conforme al resto della pianura circostante; solo ai confini nord-occidentali del Comune si rileva un antico alveo del torrente Cormor, sub-parallelo all'attuale, e la collina di Breda.
Dal punto di vista geologico, si ebbe inizialmente, verso la fine del Miocene, l'emersione della parte centro-settentrionale del territorio comunale, per la rilevabile sedimentazione marina, con probabile linea di costa ai limiti meridionali del comune. L'area emersa venne, quindi, soggetta ad erosione differenziata e i depositi successivi si sedimentarono su delle superfici tutt'altro che pianeggianti. Nel Pleistocene medio e superiore avvenne il colmamento alluvionale da parte di sedimenti fluvio-glaciali, con la formazione dei rilievi del territorio comunale di provenienza montana affioranti a nord e a nord-ovest di Pozzuolo e nei colli di Carpeneto. Infine, nel periodo olocenico si assistette a un alluvionamento generalizzato di tutta la zona, come avvenne per il resto della Pianura Friulana, con la continua regressione marina fino all'attuale linea di costa. Le importanti faglie inverse dinariche continuarono la loro attività geodinamica durante tutto il Neogene e risultano attive ancora oggi. Tale attività portò ad un continuo generale sollevamento della zona, anche se accompagnato da blandi intervalli di stasi, con la conseguente formazione di pieghe anticlinali ad assi da nord-ovest a sud-est.

### Idrografia
Il corso d'acqua principale ed unico naturale, che attraversa da nord a sud il territorio comunale, è il Torrente Cormòr (il Cormôr in friulano), il quale trova le sue sorgenti all'interno dell'Anfiteatro Morenico del Tagliamento e, dopo un percorso di circa 15 km, raggiunge la zona di risorgiva presso Castions di Strada e si perde nelle paludi di Paradiso. È a carattere temporaneo e l'acqua scorre copiosa solo nei periodi piovosi. Il suo attuale corso è fiancheggiato da modesti terrazzi fino a nord dell'abitato di Pozzuolo, dove si elevano, principalmente in sinistra orografica, delle scarpate alte in media 7-8 m sul suo letto. Poco a ovest della strada che collega Pozzuolo a Carpeneto, il torrente scorre leggermente sinuoso, chiuso da sponde poco elevate (al massimo 2-2,5 m).
Gli altri corsi d'acqua esistenti in Comune sono tutti artificiali: tra questi si evidenziano il Canale Ledra, la Roggia di Udine, la Roggia di Palma ed il Canale di Castions.

## Storia

### Preistoria
Il primo insediamento umano conosciuto nel comune risale addirittura agli albori della civiltà neolitica, cioè al V millennio a.C., quando l'area friulana, fino ad allora sede di raccoglitori e cacciatori mesolitici (8000 – 4500 a.C.), registrò l'arrivo di nuovi colonizzatori provenienti dall'area danubiana e dai Balcani occidentali che diffusero l'agricoltura e l'allevamento e formarono le prime comunità stanziali. Di queste, una delle più vaste oggi conosciute non solo in regione, ma in tutta Europa, è il villaggio di Sammardenchia. In base alle ricerche archeologiche, iniziate nel 1985, si è potuto ipotizzare che le attività economiche praticate in tale villaggio erano l'agricoltura, prevalentemente di farro ed orzo, l'allevamento, la caccia ed il commercio. Quest'ultimo è attestato dal ritrovamento di ceramiche con decorazioni che rimandano alla cultura padana di Fiorano e ad altre aree sia italiane (Veneto orientale, Piemonte), sia europee (cultura dalmata, area centro-danubiana, Carpazi).
In località Braida Roggia, in prossimità della riva destra del torrente Cormor, non molto lontano dall'abitato di Pozzuolo, è stato scoperto un settore destinato a servizi o ad attività di preparazione del cibo rimasto in uso dal XIII fino al X secolo a.C., allorquando un'inondazione del torrente Cormor particolarmente disastrosa causò l'abbandono del sito, che fu in epoche posteriori riutilizzato allo scopo di necropoli (VII e VI secolo a.C.).
Il primo vero insediamento in prossimità dell'attuale centro abitato di Pozzuolo del Friuli risale però all'Età del Bronzo e si sviluppò nell'area dei Castellieri: siti posti su due alture, quella dei Cjastiei e la Culine, utilizzate come cinte difensive, delle quali ancor oggi sono ben visibili ai margini opere di fortificazione.
Il villaggio principale era situato sull'altura dei Cjastiei, dove nelle vicinanze delle case si trovavano officine di lavorazione dei metalli e botteghe per la lavorazione delle ossa e delle corna, utilizzate a completamento degli oggetti metallici. All'interno delle abitazioni altro lavoro era costituito dalla filatura e la tessitura. Ai piedi dei Cjastiei sono state ritrovate quattro aree di incinerati, la più importanti delle quali risale all'Età del Ferro (fine dell'VIII secolo a.C. e inizio del V secolo a.C.). Essa attesta che il villaggio in questo periodo godette di una certa prosperità grazie alla favorevole posizione attraversata da vie di traffico che congiungevano territori alpini nord-orientali col mondo veneto e con l'Italia padana e peninsulare. La possibilità dell'approvvigionamento di materie prime consentì un artigianato abbastanza fiorente e una cultura dagli aspetti variegati che durò fino all'epoca romana. Nel tessuto sociale, comunque scarsamente articolato, si distingue una classe di guerrieri che probabilmente erano anche artigiani e producevano armi in ferro. In epoca romana (tra il I secolo a.C. e il I secolo) vi fu nel sito occupato dal villaggio una completa e radicale ristrutturazione ed esso fu occupato da una fattoria con magazzini per derrate alimentare e la parte interna adibita a coltivazione.
A sud-ovest dell'area fortificata, nel terrazzo di Cùppari, sono state ritrovate fosse scavate tra il VII e il VI secolo a.C. che si pensa possano essere state cantine di abitazioni ed utilizzate poi come forni di cottura di oggetti di terracotta o per la cottura o l'essiccazione della carne bovina. Accanto e talvolta su di esse sono state ritrovate sepolture altomedievali di inumati.

### L'epoca romana
La zona di Pozzuolo in epoca romana era attraversata dall'importante strada che da Marano Lagunare saliva attraverso Castions di Strada. Il ritrovamento di un tesoretto con dracme venete fa ipotizzare che nel II secolo a.C. a Pozzuolo si trovavano dei mercenari.
Dopo la fondazione di Aquileia (181 a.C.) sono attestati fenomeni che comportarono il fondersi di elementi culturali e materiali appartenenti a popolazioni diverse che si influenzavano reciprocamente, in particolare quella veneta e quella romana. Il ritrovamento di una quantità di fibule maggiore che in altri luoghi del territorio friulano fa pensare ad un'intensa romanizzazione.
Nel I secolo a.C. in corrispondenza dell'attuale abitato di Pozzuolo sorgeva uno dei castrum lungo la via Iulia Augusta, che andava da Aquileia a Forum Iulium Carnicum, l'attuale Zuglio. Secondo la tradizione, in questo periodo Gaio Giulio Cesare volle far costruire un pozzo (in latino puteus, oppure jutens), che diede il nome a Pozzuolo, probabilmente derivato da Puteolum, che poteva essere in origine un villaggio cui diedero vita i legionari qui stabilitisi. Il pozzo, esternamente rifatto nel 1862, è ancora oggi visibile.

### Il Medioevo
Durante le invasioni barbariche, Pozzuolo, come altri paesi friulani, si raggruppò attorno alla cortina costruita per difendere il paese e vicino alla chiesa.
Bisogna però aspettare il 921 perché il nome di Pozzuolo appaia per la prima volta in un documento, e precisamente nella donazione che l'imperatore Berengario I fece del paese e del castello al Patriarca d'Aquileia. Sempre nell'ambito del patriarcato, Pozzuolo, nel XIII secolo, è retto dalla vicinia (assemblea dei capifamiglia). Più tardi, nei pressi di Pozzuolo, si svolse nel 1411 una battaglia tra Udinesi e Cividalesi.
Nel 1420 Udine, con la vicina Pozzuolo e tutto il territorio del Patriarcato, si trovò sotto il dominio della Repubblica di Venezia. Durante le scorrerie dei Turchi, e precisamente nel 1477, Pozzuolo fu da questi completamente distrutta e di nuovo, nell'ultimo assalto turco, avvenuto nel 1499, il paese fu devastato da un incendio.

### Periodo della Prima Guerra Mondiale
Il 15 aprile 1916 arriva a Pozzuolo la 25ª Squadriglia che resta fino al 10 novembre 1917.
A Sammardenchia dal 23 luglio 1916 arriva la 43ª Squadriglia fino al mese di dicembre ed alla fine di marzo 1917 la 39ª Squadriglia fino al 28 ottobre.
L'episodio più interessante della storia di Pozzuolo riguarda l'omonima battaglia, che si svolse tra il 29 e il 30 ottobre 1917, in seguito alla Disfatta di Caporetto. In quei due giorni una brigata di cavalleria, composta dal Quarto Genova e dal Quinto Novara, e la Brigata di Fanteria Bergamo, contrastarono l'avanzata austro-ungarica, dando la possibilità alla Terza Armata Italiana di attraversare indisturbata il Tagliamento e mettersi in salvo. La strenua e sanguinosa battaglia, che lasciò sul campo centinaia di cavalleggeri e migliaia di fanti, si svolse nelle vie e sulla piazza del paese coinvolgendo anche la popolazione civile. In memoria di questa battaglia, dal 1959 l’ultima brigata di Cavalleria rimasta negli organici dell'Esercito Italiano, oggi equipaggiata con veicoli blindati, è denominata Brigata di Cavalleria "Pozzuolo del Friuli", il Terzo Squadrone del 4º Reggimento Genova Cavalleria porta il nome di "Pozzuolo" , ed ogni 30 ottobre si commemora tale evento in concomitanza con la Festa Nazionale dell'Arma di Cavalleria. Inoltre, sulla piazza del capoluogo si trova il monumento dedicato alla cavalleria, mentre all'ingresso nord dello stesso vi è quello dedicato alla fanteria.
Alcune vie del centro della località sono intitolate alle unità protagoniste del fatto d’arme.

### Simboli
Lo stemma è stato concesso con regio decreto del 2 dicembre 1926. È uno scudo di rosso, attraversato da una fascia merlata, accompagnata in capo da una stella e in punta da una vera da pozzo all'antica, il tutto d'argento. Motto: I. CAES. OB. AQVAR. INOP. MILIT. SUIS. FEC.
Il gonfalone, concesso con D.P.R. del 10 novembre 1949, è un drappo di azzurro.

## Monumenti e luoghi d'interesse

### Chiese cristiane cattoliche

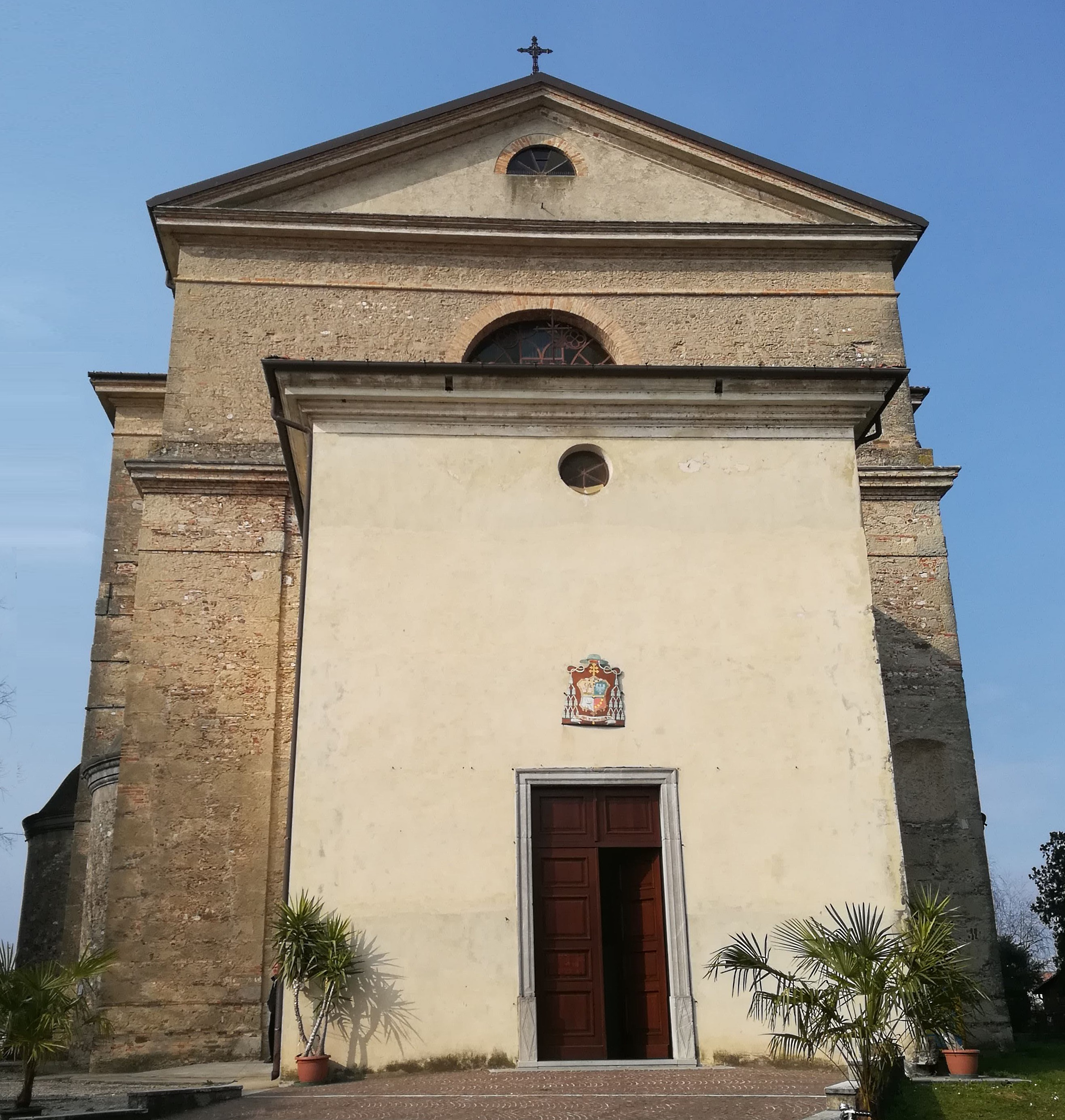
La chiesa parrocchiale di Sant'Andrea Apostolo

- Chiesa di Sant'Andrea apostolo, è una chiesa parrocchiale sita nel centro abitato di Pozzuolo del Friuli, in via Mortegliano. Progettata nel 1853 dall'architetto udinese Andrea Scala, fu costruita nel luogo della preesistente chiesa ed aperta al culto nel 1892. Annesso all'edificio è il campanile della chiesa di Sant'Andrea apostolo.

- Oratorio di Santa Croce presso la fondazione Sabbatini
- Oratorio di Santa Vittoria presso la casa dei Nobili Masotti
- Chiesetta campestre della Santissima Trinità in Ferraria
- Oratorio della Beata Vergine della Salute
- Sacello di Sant'Antonio di Padova
- Chiesetta di San Martino al cimitero
- Il Tempio Nazionale "Madonna del Conforto" in Cargnacco più noto come Tempio di Cargnacco, è un'opera monumentale voluta da Don Carlo Caneva già cappellano militare e reduce di Russia e dal Senatore Amor Tartufoli per ricordare i caduti e i dispersi di quella tragica campagna. Il progetto è dell'architetto Giacomo Della Mea anch'egli reduce di Russia. L'esterno del Tempio assume un forte carattere monumentale pur nell'utilizzo preponderante di un materiale "povero" come il mattone e raggiunge esiti di notevole suggestione nella composizione dei volumi. In particolare la tripartizione della facciata in una parte centrale di forte carattere e in due volumi a destra e sinistra arretrati ha la funzione di legarla ai fianchi laterali in uno svolgimento continuo che fa correre lo sguardo ad abbracciare l'intera dimensione dell'edificio. L'interno con il sistema delle volte a botte trasversali in serie che costituisce la copertura e che permette l'ingresso della luce dall'alto dei fianchi laterali, ricorda un'analoga soluzione realizzata dall'architetto Giovanni Muzio nella chiesa di Sant'Ambrogio a Cremona. Elemento conclusivo dello spazio interno è la cripta sotto l'abside, visibile anche dall'alto attraverso la grande apertura circolare a pavimento subito dietro l'altare maggiore. Tale continuità degli spazi toglie a chi si trovi nel piano sottostante della cripta l'impressione di trovarsi in un luogo separato dal resto della chiesa. Al centro della cripta è posizionata l'arca sepolcrale del milite ignoto. L'interno del tempio presenta numerose opere d'arte eseguite da artisti friulani quali: le monumentali ceramiche di Ugo Galliussi, Andrea Pavon e Enore Pezzetta presenti sulle pareti laterali raffiguranti i momenti salienti delle battaglie, della ritirata e della prigionia nei campi di concentramento russi, le sculture di Giulio e Max Piccini: Madonna del Conforto in marmo bianco (scolpita dallo scultore Giovanni Patat d'Artegna su disegno di Max Piccini), Sant'Antonio da Padova in bronzo e la Via Crucis in terracotta, i mosaici realizzati dalla Scuola Mosaicisti di Spilimbergo su cartoni di Fred Pittino raffiguranti al centro dell'abside la Pietà e sulle pareti laterali del presbiterio a lato dell'altare maggiore episodi della ritirata, della prigionia e del ritorno alle famiglie dei sopravvissuti, le vetrate di Arrigo Poz e Sandro Riccardi di Netro narranti la tragica ritirata della Divisione Celere e scene di vita nei campi di concentramento, l'affresco di Ugo Galliussi che raffigura il sacrificio di Don Mazzoni, l'altare maggiore in marmo bianco di Vicenza su disegno di Giacomo Della Mea con formelle in bronzo di Giulio e Max Piccini raffiguranti i simboli degli Evangelisti.
- Chiesa parrocchiale di Santa Maria Assunta in Carpeneto
- Chiesa di San Michele al cimitero in Carpeneto
- Chiesa di San Leonardo, è una chiesa parrocchiale che si affaccia su piazza 24 maggio, nel centro abitato di Sammardenchia. Costruita sul luogo della chiesa preesistente a partire dal 1736 sotto gli auspici dei giurisdicenti della comunità, i nobili Savorgnan, fu completata nel 1776. Fu consacrata il 6 novembre 1829, nel giorno onomastico del titolare San Leonardo confessore, e ristrutturata nel 1990. Costruita con pietra e laterizi, ha una pianta a croce latina. Nella facciata è ben visibile il portale maggiore, completato nel 1829. All'interno è addossato alla parete di fondo un monumentale altare tardo rinascimentale del XVI secolo. Dinanzi ad esso è l'altare maggiore, del XVIII secolo. Annesso all'edificio, a destra della facciata, è il campanile della chiesa di San Leonardo.
- Chiesa parrocchiale di San Martino Vescovo in Terenzano, costruita dall'architetto Girolamo D'Aronco, fu consacrata nel 1888 e ristrutturata nel 1982.
- Chiesa parrocchiale di San Michele Arcangelo in Zugliano
- Chiesetta campestre di San Daniele a Zugliano, risale alla fine del XIV secolo ed è stata restaurata nel 1999. Sulla parete sinistra vi è una delle testimonianze pittoriche più antiche in comune (una mano), di epoca romanica. Un ignoto pittore (o più pittori appartenenti alla medesima «cultura» figurativa) lascia sulle pareti della chiesa tre riquadri contenenti figure di santi spesso accompagnati da una scritta esplicativa contenente anche il nome del donatore: i Santi Vescovi Gottardo e Biagio; San Cristoforo e San Bonifacio; San Rocco e Santa Lucia; San Simone e San Daniele. Il primo riquadro, nell'arco trionfale, appartiene ad un insignificante pittorucolo che intorno al 1520-25 colloca sotto una grande croce due inerti e slavate figure di Vescovi. Di diverso tenore gli altri riquadri che vanno datati al 1510 e considerati lavoro quanto mai interessante di un pittore udinese dalla forte personalità, capace di sentire gli umori popolareschi e di tradurli in immagini con un linguaggio facilmente accessibile che in alcuni episodi si fa coinvolgente a livello emotivo: è il caso ad esempio della figura di San Daniele, frontale, bloccata nel movimento, con una mannaia in mano ed un rotolo nell'altra. Sul copricapo è dipinta la chiesetta a lui intitolata; a terra si accucciano due leoni "umanizzati" mentre in un angolino a destra è raffigurato, in ginocchio, con accanto la zappa, strumento di lavoro, Battista di Giuliano di Porpetto, il donatore-contadino. Pure il San Simone è accompagnato dall'immagine del donatore, che la presenza di un arco e di una freccia fanno ritenere cacciatore. Le figure sono dipinte con tecniche leggermente diverse, più riassuntive nella linea e giocate sul colore a zona quelle di San Daniele e di Santa Lucia, più elaborate quelle di San Rocco e di San Cristoforo (che insiste su un corso d'acqua ricco di improbabili pesci) e soprattutto di San Bonifacio.

### Ville padronali
- Villa Masotti (XVII secolo), si trova in centro al Capoluogo, vicino alla piazza principale.
- Villa Gradenigo Sabbatini (XVIII secolo), si trova ai margini del Capoluogo, vicino alla zona dei Castellieri. Ora è sede secondaria dell'E.R.S.A., l'Agenzia regionale per lo sviluppo rurale della Regione Autonoma Friuli Venezia Giulia.
- Villa Job (XVIII secolo), si trova a Zugliano, affacciata sulla piazza del paese.

## Società

### Evoluzione demografica
Abitanti censiti

In occasione del secondo Censimento della popolazione italiana, il primo dopo l'annessione del Veneto all'Italia, nel 1871, il comune di Pozzuolo del Friuli risultò avere 4 001 abitanti. Nel cinquantennio compreso tra il 1881 ed il 1931 si assistette ad un costante incremento demografico, tanto che la popolazione passò da 3 998 a 5 962 abitanti. Dopo un leggero calo, la popolazione residente ebbe un'ulteriore importante crescita tra il 1936 ed il 1951, quando da 5 874 raggiunse 6 314 abitanti. Successivamente si sono alternati decenni di incremento con altri di lieve ribasso demografico. Gli ultimi quindici anni, tuttavia, sono caratterizzati da una notevole ripresa nell'aumento della popolazione, che dai 6 194 abitanti del 1991 è passata ai 6 311 dell'ultimo Censimento, quello del 2001, fino ai 6 808 attuali. Questo aumento della popolazione, che continua tuttora, è imputabile alla favorevole posizione nelle vicinanze della città di Udine. Lo stesso fenomeno di espansione demografica che nei decenni passati si era verificato nei comuni confinanti a settentrione e ad occidente di Udine, specialmente in quelli di Tavagnacco, Pasian di Prato e Campoformido, sta, in questi ultimi quindici anni, interessando anche il comune di Pozzuolo del Friuli, in ritardo rispetto ai primi a causa di una maggior vocazione agricola.

### Lingue e dialetti
A Pozzuolo del Friuli, accanto alla lingua italiana, la popolazione utilizza la lingua friulana. Ai sensi della Deliberazione n. 2680 del 3 agosto 2001 della Giunta della Regione autonoma Friuli-Venezia Giulia, il Comune è inserito nell'ambito territoriale di tutela della lingua friulana ai fini della applicazione della legge 482/99, della legge regionale 15/96 e della legge regionale 29/2007.
La lingua friulana che si parla a Pozzuolo del Friuli rientra fra le varianti appartenenti al friulano centro-orientale.

Anche il Comune, all'Art. 2 dello Statuto comunale, riconosce la lingua friulana come patrimonio storico della Comunità locale e ne favorisce l'uso.

## Cultura

### Eventi
La Pro Loco Pozzuolo del Friuli dal 1997 organizza nel capoluogo comunale la "Sagra dello Struzzo", chiamata anche Festainsieme, che solitamente si svolge tra luglio ed agosto. Due fine settimana per degustare le specialità gastronomiche di struzzo, rigorosamente friulano. La sagra di Pozzuolo, infatti, è dal 1996 che propone specialità a base dell'originale animale che ben si è adattato ai climi friulani e che viene allevato nelle aziende locali, specializzatesi nel corso degli anni. I piatti proposti dalla manifestazione, quindi, sono realizzati esclusivamente con carne friulana, di eccellente qualità in quanto l'alimentazione e l'intero ciclo dell'allevamento è rigorosamente controllato. Oggi, l'intero ciclo produttivo si realizza a Pozzuolo. Gli animali riproduttori generano uova, conservate poi in appositi incubatori, i pulcini passano poi nei diversi recinti per la crescita. Giunti a un anno di età e a un centinaio di chilogrammi di peso i capi possono essere abbattuti e macellati. La manifestazione si svolge nell'arco di due fine settimana. Il programma è ricco e intenso. Inoltre la sagra dispone di piatti in ceramica e stoviglie in metallo che fanno assaporare meglio le varie specialità e che rendono la sagra più ecosostenibile.

## Geografia antropica

### Frazioni
Nel Censimento del 1971 il comune di Pozzuolo del Friuli era suddiviso in sei frazioni geografiche. Nel Censimento del 1981, invece, si riconosceva la presenza di un'unica frazione geografica, quella di Pozzuolo del Friuli, comprensiva dell'intero comune. I Censimenti successivi hanno dato informazioni solo sulle località abitate presenti in comune. In ogni modo, l'Art. 5 dello Statuto comunale riconosce la presenza nel territorio comunale di sei Comunità, coincidenti con le frazioni geografiche del 1971. Esse sono Pozzuolo del Friuli (sede del municipio), Cargnacco, Carpeneto, Sammardenchia, Terenzano e Zugliano. Le ragioni storiche dell'esistenza di tali comunità deriva dal fatto che esse erano considerate come frazioni sia nel periodo napoleonico, quando i comuni nel senso moderno furono istituiti, sia nel successivo periodo austriaco, quando il comune di Pozzuolo raggiunse le attuali dimensioni, si eccettua la frazione di Carpeneto che fu accorpata più tardi. In epoca patriarcale e veneta tali frazioni rappresentavano dei comuni rurali, che erano amministrati dalle viciniae, cioè dalle assemblee dei capifamiglia che si riunivano nella piazza principale del paese, le quali però erano sottoposte ad una giurisdizione esterna. Queste sei comunità coincidono inoltre esattamente con le rispettive circoscrizioni parrocchiali, tutte facenti capo alla forania di Mortegliano. Anche la cartellonistica stradale individua, all'entrata ed all'uscita dei paesi, la presenza delle stesse sei frazioni.
Il Censimento della popolazione e delle abitazioni del 2001 individua quattro centri abitati e due nuclei abitati. I centri abitati sono Pozzuolo del Friuli (sede della casa comunale), Zugliano, Terenzano, Cargnacco, Sammardenchia, Carpeneto. I nuclei abitati sono Casali Tosolini e Ferrarie.
Pozzuolo del Friuli (sede della casa comunale) Teatro nel 1917 della Battaglia di Pozzuolo del Friuli, in cui il sacrificio di fanti e cavalleggeri italiani permise di rallentare l'avanzata austro-ungarica, si è sviluppato a partire dall'insediamento accentrato di Pozzuolo, già sede di due Castellieri dell'Età del Bronzo e di un successivo insediamento romano in cui, secondo la tradizione, per volere di Gaio Giulio Cesare fu costruito il pozzo da cui il toponimo, attestato per la prima volta nel 921, quando il castello che vi sorgeva fu donato dall'imperatore Berengario del Friuli al patriarca di Aquileia. A nord confina con Terenzano, a est con Sammardenchia, a ovest col torrente Cormor (una volta superato ci si trova a Carpeneto) e a sud dalla zona industriale-commerciale delle Ferrarie. A nord del paese si trova il Centro Studi e una zona residenziale, al centro la piazza principale, piazza Julia, che è il centro economico di Pozzuolo.
Zugliano-Terenzano-Cargnacco (unione di più frazioni) è l'area geografica presa in considerazione dall'ISTAT come centro abitato di 3 214 abitanti all'interno del comune italiano di Pozzuolo del Friuli. Si estende sulla sinistra del torrente Cormor, a 76 m s.l.m., a 4 km a nord-est di Pozzuolo del Friuli. L'area include le frazioni di Zugliano e Terenzano, divenuti contigui lungo la Strada Regionale 353 della Bassa Friulana, ed alla frazione di Cargnacco, situata ad est di Terenzano, sul lato est dell'autostrada A23. Zugliano e Terenzano, abitati fin dall'epoca romana, devono il loro nome agli antichi proprietari dei poderi attorno a cui si sono sviluppati i rispettivi insediamenti: il primo è attestato per la prima volta in un documento del 1305, il secondo nel 1139.
Zugliano si estende da nord a sud, è delimitato a nord dall'autostrada A23 e dal paese Basaldella (comune di Campoformido) e a ovest dal torrente Cormor. Nella parte nord del paese è presente una zona residenziale, mentre nella parte sud c'è la piazza principale con la chiesa.
Terenzano è costituito da più piazze e si estende da ovest a est, il centro presenta il principale centro economico del paese, piazza Terenzio (da cui deriva il nome Terenzano) presenta la chiesa di San Martino Vescovo, nella parte est è attraversato dalla autostrada A23 dove 2 km più a nord si trova l'uscita "Udine Sud", a sud-est del paese si trova il centro sportivo di "Terenzano Speedway" dell'Olimpia Stadio.

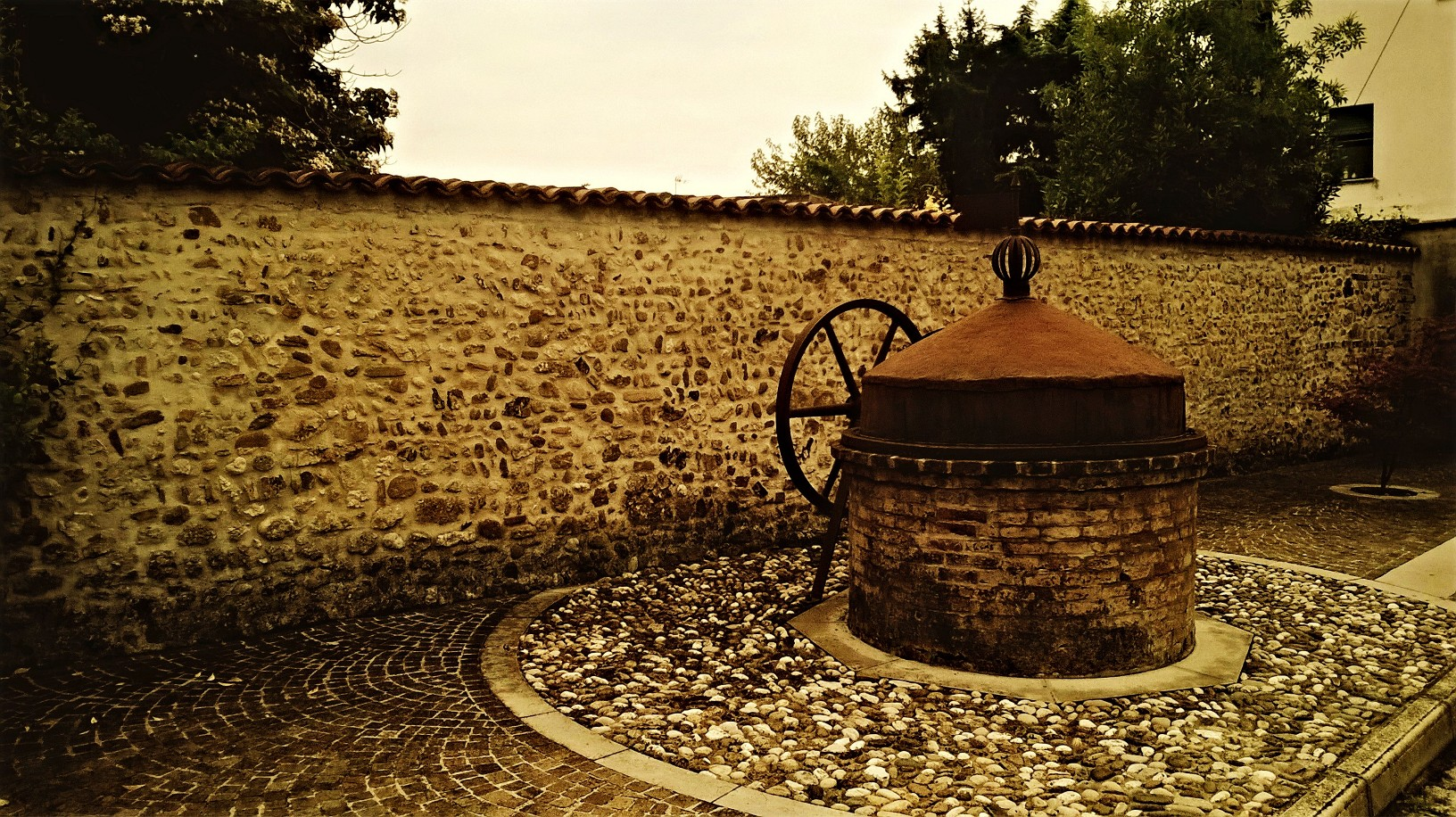
Pozzo di Cargnacco.

Cargnacco (Cjargnà in friulano) si sviluppa su quattro vie principali a partire da Piazza IV Novembre. Verso est, Via Manzoni passa di fronte all vecchia scuola elementare ed alla canonica. Quest'ultima si trova accanto alla vecchia chiesa (ora sconsacrata) ed al parco giochi del paese. Via Manzoni incontra Via Leonardo da Vinci nella piazza principale, dove si trova il Tempio di Cargnacco, dedicato ai caduti nella Campagna di Russia. La seconda direttrice verso est è Via Buttrio, al cui inizio si trova l'antico pozzo. All'incrocio tra Via Buttrio e Via Leonardo da Vinci si trova l'antica residenza di campagna dei Conti Della Torre di Villalta, comunemente chiamato “Palačat” (derivato da “palač”, termine friulano per “palazzo”). Via Buttrio continua poi verso la zona industriale Z.I.U. o Casa Tosolini, mentre Via Leonardo da Vinci prosegue verso Luminagnacco (comune Pavia di Udine), passando accanto al campo sportivo Romanello, ed all'area dedicata alla sagra ed alle feste paesane. Sempre a partire da Piazza IV Novembre, Via Dante Alighieri prosegue brevemente verso sud, fino a raggiungere poi la strada di campo che porta al cimitero del paese, mentre Via Galileo Galilei continua verso ovest e nord, diramandosi in Via San Giorgio, che porta al cavalcavia (sull'autostrada A23) per Terenzano, e Via Giosuè Carducci, che porta all'incrocio della Casa Rossa (località Terenzano), tra Via Giuseppe Verdi, Via Tomba Antica, e la Strada Provinciale 94.
Sammardénchia è un centro abitato di 784 abitanti situato a 2,5 km ad est di Pozzuolo del Friuli, sorge a 63 m s.l.m. su un'area pianeggiante circondata da campi coltivati, irrigati tramite il canale di Castions, che attraversa l'abitato. Nei campi a nord dello stesso sono stati scoperti i resti di un insediamento neolitico, il villaggio di Sammardenchia, mentre l'odierno centro abitato si è sviluppato a partire dall'insediamento accentrato di Sammardenchia, il cui toponimo è di origine slovena e potrebbe significare «che puzza», attestato per la prima volta come villa nel 1174 ed a lungo feudo dei Savorgnan. Sull'unica piazza del paese, piazza 24 maggio, si affaccia la chiesa di San Leonardo. Il paese è delimitato a est dall'autostrada A23.
Carpenéto è un centro abitato di 545 abitanti a 64 m s.l.m. L'odierno centro abitato, che fino al 1910 faceva parte del comune di Lestizza, si è sviluppato a partire dall'insediamento accentrato di Carpeneto, il cui toponimo, attestato per la prima volta in un documento del 1226, potrebbe significare «luogo piantato a carpino». L'area scoperta principale è piazza del Consiglio, ottenuta mediante l'allargamento della sede viaria principale, costituita da un tratto della SP 89 di Campoformido, nel punto in cui si incrocia con la strada comunale che porta ad Orgnano. Su piazza del Consiglio si affaccia la chiesa di Santa Maria Assunta.
Z.I.U. o Casali Tosolini è un nucleo abitato di 66 abitanti del comune italiano di Pozzuolo del Friuli. È posto a 5,5 km a nord-est di Pozzuolo del Friuli, a 77 m s.l.m. Si trova ad est di Cargnacco, lungo via Lumignacco, che è un tratto della SP 94 di Bicinicco, e lungo i tratti finali delle vie che confluiscono su questa, cioè via Buttrio e via Niccolò Paganini. All'interno di questa località, in via Lumignacco, si trova l'abitazione dello scultore Eligio De Sabbata, nel cui ampio prato antistante sono esposte le sue opere. Si tratta di sculture di varie dimensioni (dai 20-30 cm ai 4 o 5 m), realizzate in diversi materiali (cemento, gesso, terracotta, legno). Il nome della località deriva da un ramo della famiglia Tosolini che qui si è trasferito da Torreano di Martignacco a partire dal 1913.
Zona industriale-commerciale a sud di Pozzuolo del Friuli o Ferrarie è un nucleo abitato di 18 abitanti del comune italiano di Pozzuolo del Friuli. È posto a 1,2 km a sud-ovest di Pozzuolo del Friuli, a 54 m s.l.m. Si trova tra via IV Genova, tratto della strada regionale 353 della Bassa Friulana, e via Ferraria, tratto della strada provinciale 82 di Chiasiellis. Il toponimo sta a indicare la presenza di una fucina. L'area è interessata dalla conceria NatCO, che fa capo al Gruppo Natuzzi, specializzato nella produzione dei divani in pelle, dal centro commerciale "San Marco" e dalla contigua industria di pavimenti e manufatti Molinaro.  Lungo via Ferraria, in aperta campagna, si trova la chiesa della Santissima Trinità, risalente al XIV secolo, con all'interno alcuni lacerti di affreschi di quel periodo. Per secoli l'area fu sede di praterie, ove i pastori portavano il bestiame.

## Economia
Nel territorio comunale si producono cereali, ortaggi, frutta, foraggi e piante da fiore. Anche il settore zootecnico riveste particolare rilevanza.
La frazione di Cargnacco ospita, nella sua estremità orientale, in via Buttrio, una porzione della Zona Industriale Udinese (ZIU), di competenza del Consorzio per lo sviluppo industriale del Friuli centrale, dove hanno sede le due maggiori industrie del comune: le Acciaierie Bertoli Safau (ABS), con un fatturato di 686 milioni di euro nell'ultimo anno e 1.117 dipendenti, e l'impresa generale di costruzioni del gruppo Rizzani de Eccher, con quasi 500 milioni di euro di fatturato e più di un migliaio di dipendenti.
Altre industrie presenti nel territorio comunale, di minori dimensioni, riguardano il settore conciario (Natco Spa), cartario, del legno, metalmeccanico e dei materiali da costruzione.

## Infrastrutture e trasporti
Il territorio comunale è attraversato dall'Autostrada A23, che è un tratto della Strada Europea E55, ed ospita al suo interno le aree di servizio Zugliano ovest e Zugliano Est, nonché l'uscita Udine Sud presente a Terenzano. Da tale uscita originano il raccordo SS 13-A23 e la Strada statale 676 Tangenziale Sud di Udine.
Le frazioni di Zugliano, Terenzano ed il capoluogo sono attraversate rispettivamente da nord verso sud dalla Strada Regionale 353 della Bassa Friulana, che collega Pozzuolo del Friuli con Udine a nord e con Muzzana del turgnano e Latisana a sud.
Dal capoluogo comunale originano quattro strade provinciali: la SP 7 di Latisana lo collega verso sud-ovest con Lestizza, la SP 89 di Campoformido verso nord-ovest con Carpeneto e quindi con Campoformido, la SP 82 di Chiasiellis, dopo aver attraversato Ferrarie, raggiunge a sud-sud-est Chiasiellis, la SP 85 di Lavariano raggiunge l'omonima frazione del comune di Mortegliano, verso sud-est.
La parte orientale del comune è interessata dalla SP 94 di Bicinicco, che origina da via Lumignacco, nel comune di Udine, e, andando verso sud, attraversa in successione Casali Tosolini, Lumignacco, l'estremità orientale della frazione di Sammardenchia e Risano.

## Amministrazione

### Sindaci dal 1995
| Periodo | Periodo   | Primo cittadino  | Partito                      | Carica  | Note |
| ------- | --------- | ---------------- | ---------------------------- | ------- | ---- |
| 1995    | 1999      | Sergio Beltrame  | Lista civica                 | Sindaco |      |
| 1999    | 2004      | Sergio Beltrame  | Lista civica                 | Sindaco |      |
| 2004    | 2009      | Mario Geatti     | Lista civica                 | Sindaco |      |
| 2009    | 2014      | Nicola Turello   | Coalizione di Centrosinistra | Sindaco |      |
| 2014    | 2019      | Nicola Turello   | Coalizione di Centrosinistra | Sindaco |      |
| 2019    | 2023      | Denis Lodolo     | Lega per Salvini Premier     | Sindaco |      |
| 2023    | in carica | Gabriele Bressan | Lista civica                 | Sindaco |      |

#### Altre informazioni amministrative
Tra i sindaci storici del comune degni di nota sono Vincenzo Pollini (1870-1881), il primo in carica, Francesco Bierti (1886-1892 e 1919-1920), Ugo Masotti (1897-1919), che fu il sindaco che stette in carica per più anni, Florindo Zamparini (1929-1934, come Podestà, e 1951-1960) e Bruno Blasich (1970-1975, 1985-1988 e 1990).
Il comune di Pozzuolo del Friuli, per quanto riguarda le competenze giudiziarie, fa parte del circondario di Udine ed è compreso nella circoscrizione dell'Ufficio del Giudice di pace di Udine; per quelle sanitarie, del Distretto di Udine, che a sua volta fa parte dell'Azienda per i Servizi Sanitari n°4 Medio Friuli; per le competenze relative all'istruzione, rientra nel Distretto scolastico di Udine; infine, le politiche del lavoro nel suo territorio sono gestite dall'Unità Operativa Centro per l'impiego di Udine. Lo stesso comune faceva parte dell'Ambito Territoriale Ottimale dell'Udinese (Art. 10, L.R. 15/2001, abrogato dalla L.R. 1/2006 in materia di autonomie locali).

### Gemellaggi
- Santa Fiora
- Grottaferrata, dal 2017

## Sport
La principale squadra di calcio della città è l'A.S.D. Pozzuolo del Friuli che milita nel girone A di Promozione.
A Terenzano si trova una delle più importanti piste di speedway a livello internazionale, comprendente la Olimpia Terenzano, una scuderia militante nel campionato mondiale.
A Zugliano si trova uno dei più grandi e meglio organizzati campi sportivi del circondario, con annessa sede degli Alpini locale
La squadra di pallacanestro maschile Pozzuolo Basket milita nel campionato provinciale di Promozione.
A Pozzuolo si trova una palestra di basket (campo regolare) e pallavolo.
A Pozzuolo, sempre per il basket, c'è il Pozzuolo Mini-Basket con bambini e ragazzi dai 6 ai 13 anni.
A Cargnacco si trova il campo sportivo Romanello, che comprende un campo da calcio regolamentare,

## Galleria d'immagini

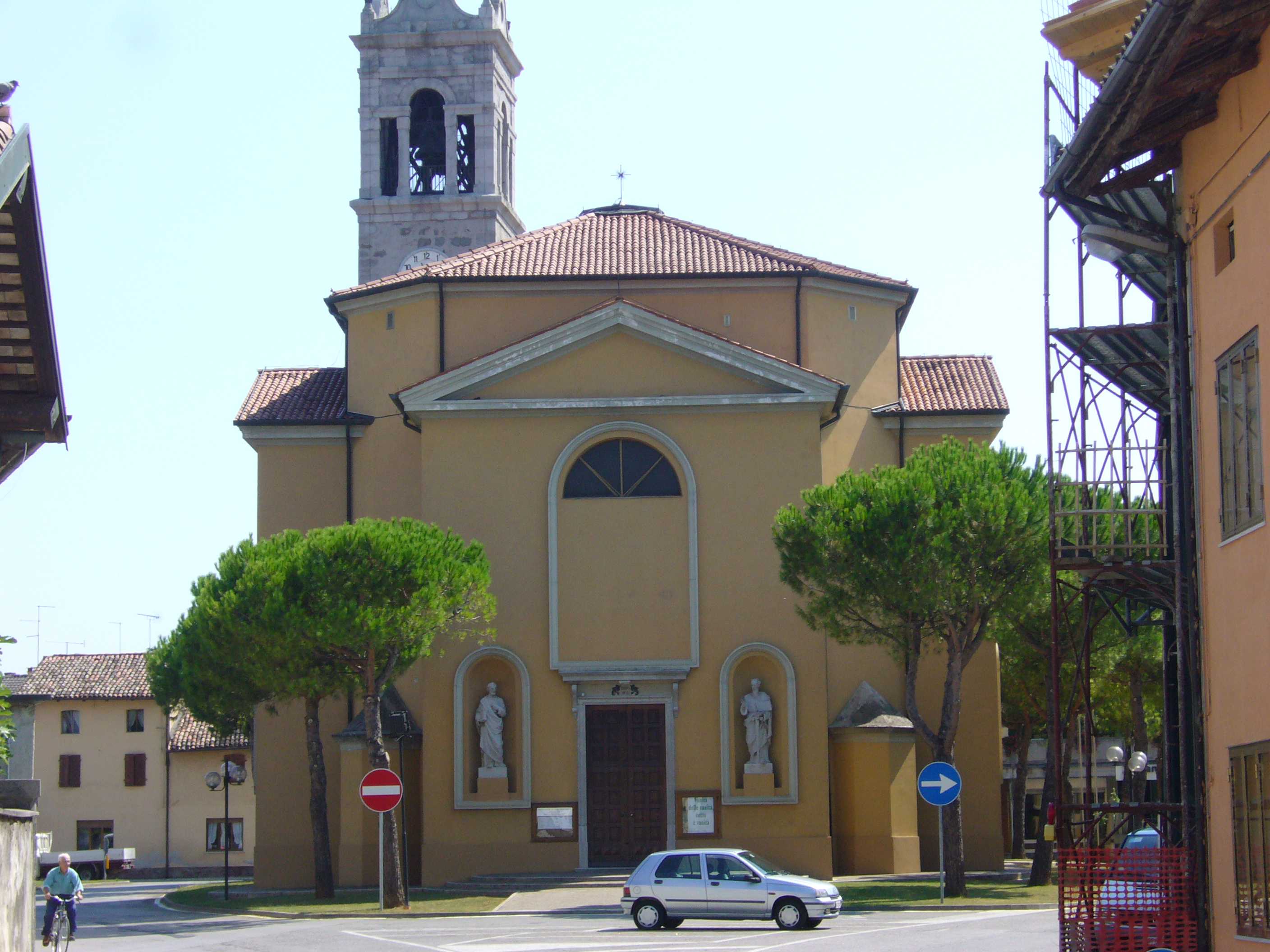
Chiesa parrocchiale di San Martino Vescovo in Terenzano